# Tranquilandia

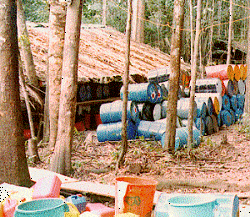
Vue de Tranquilandia, 1984

Tranquilandia est le nom d'un vaste laboratoire de transformation de cocaïne situé en pleine forêt dans le département de Caquetá en Colombie. Il fut mis en place pour le Cartel de Medellín par José Gonzalo Rodríguez Gacha. Il fut détruit en 1984 par la police nationale colombienne, assistée par la DEA américaine.

## Description
Le complexe était constitué de 19 laboratoires, des sources indépendantes d'approvisionnement en eau (río Yari) et en électricité ainsi que de dortoirs pour les travailleurs. L'approvisionnement en cocaïne était effectué via l'une des 8 pistes d'atterrissages construites par le cartel dans ce but,.

## Découverte et destruction
En 1983, la DEA plaça un émetteur satellite sur des bidons d'éther-oxyde (un produit chimique majeur dans la transformation de la cocaïne) acquis par Francisco Javier Torres-Sierra, un associé du cartel de Medellín, dans une compagnie chimique américaine de Phillipsburg, dans le New Jersey. La DEA suivit la trace de l'émetteur jusque dans les jungles du Caquetá et sa destination finale, Tranquilandia.
Le 10 mars 1984, des unités de la police colombienne, assistées par la DEA, prirent d'assaut le complexe. L'opération se conclut par la destruction de celui-ci et la saisie de 13,8 tonnes de cocaine évaluées à 1,2 milliard de dollars, qui furent détruites aussi,.

## Dans la culture populaire
Dans le jeu vidéo Scarface: The World Is Yours, sorti en 2006, le personnage principal doit, vers la fin du jeu, détruire un laboratoire de drogue dans une île au large des Bahamas. Le laboratoire est nommé Tranquilandia.